# Illerrieden
Illerrieden là một đô thị thuộc huyện Alb-Donau, bang Baden-Württemberg, Đức. Đô thị này có diện tích 18,16 km², dân số thời điểm 31 tháng 12 năm 2020 là 3367 người, với mật độ trung bình là 185 người trên một km vuông. Du khách có thể đến thành phố bằng đường cao tốc A7 và cách Munich 1 đường ô tô.